# Umberto Bossi
Umberto Bossi (Cassano Magnago, 19 de setembro de 1941) é um político italiano, que foi Deputado, Senador e também fez parte do Parlamento Europeu. Umberto Bossi é o fundador e líder do movimento político da Liga Norte que pretende uma reforma Federalista na Itália, e a autonomia da Padânia.
Bossi foi derrotado para Giorgio Napolitano às eleições para a presidência da republica em 2006.